# Бора-Бериссио
Бора-Бериссио — вулкан в Эфиопии, в области Оромия.
Вулкан Бора-Бериссио возвышает пемзовый конус. Наивысшая точка — 2285 метров. Располагается в 90 километрах к юго-востоку от Аддис-Абебы. Занимает площадь 500 км². Состоит из двух идентичных по составу конусов.
Сложен преимущественно риолитовой пемзой. Вулканическая гора Бора имеет кратер диаметром 1,5 км и глубиной около 100 метров. К северу от него располагается вулканическая гора Бериссио, которая выше Боры на 150 метров, диаметром около километра в поперечнике. К востоку от Бора-Бериссио находятся менее низкие конусы состоящие из пирокластических шлаков пемзы и кремния. Наблюдается фумарольная активность.